# 松江 (海防艦)
松江（まつえ）は、日本海軍の海防艦、後に運送船から運送艦、更に測量艦となった。艦名は中国東北部を流れ、アムール川に合流する同河川最大の支流「スンガリ」、日本名は「松花江（しょうかこう）」といい、そこから「松江（まつえ）」の名が付けられた。

## 概要
元はロシアの二檣単煙突の汽船「スンガリー（Sungari）」で、1904年（明治37年）の日露戦争開戦直後、仁川沖海戦において仁川港で自沈した。その後日本側が引き上げて整備し、1906年（明治39年）に海防艦「松江」となる。第一次世界大戦では青島攻略戦に参加した他、
1925年 (大正14年) まで一貫して測量を主任務とし、1930年 (昭和5年)に老朽化のため除籍された。

## 艦歴
1898年（明治31年）、イギリスのスコット社で進水し6月に竣工。
1904年（明治37年）2月8日から9日、日露戦争・仁川沖海戦で自沈。その後日本側が引き上げ整備。1905年（明治38年）6月25日、「松江丸（しょうこうまる）」と命名。1906年（明治39年）3月8日、軍艦に編入、三等海防艦に類別、「松江（まつえ）」と命名される。
1911年（明治44年）、海軍水路部と陸地測量部を乗船させ南硫黄島に来島上陸。北側中腹の標高45メートルに同島初の三角点を設置した。また、同年7月28日に父島の南南東にあるとされたフォルファナ島を捜索したが発見されず、この島は海図から削除された。
1912年（大正元年）8月28日、三等海防艦が廃止となり二等海防艦に類別。
1914年（大正3年）第一次世界大戦が勃発、第二艦隊付属として青島方面に進出する。
1918年（大正7年）2月1日、特務船に編入、運送船に類別。1920年（大正9年）4月1日、特務艦に編入、運送艦に類別。1922年（大正11年）4月1日、測量艦に類別変更。
1929年（昭和4年）4月1日、除籍。
6月17日に処分の訓令が出され、
8月29日に廃船。
後に売却。

## 艦長
※『日本海軍史』第9巻・第10巻の「将官履歴」及び『官報』に基づく。

### 艦長
- 井内金太郎 中佐：1905年9月5日 - 1906年9月28日
- 井内金太郎 中佐：不詳 - 1907年2月28日
- 高島万太郎 中佐：1907年2月28日 - 1907年9月28日
- 釜屋六郎 中佐：1907年9月28日 - 1908年12月10日
- 堀輝房 中佐：1908年12月10日 - 1909年10月25日
- 米原林蔵 中佐：1909年10月25日 - 1912年2月15日
- 菅晳一郎 中佐：1912年2月15日 - 1912年12月1日
- 関郁郎 中佐：1912年12月1日 - 1913年12月1日
- 高木東太郎 中佐：1913年12月1日 -
- 岩田秀雄 中佐：不詳 - 1915年3月1日[10]
- 富士川一吾 中佐：1915年3月1日[10] -
- 関田駒吉 中佐：1915年12月13日 - 1916年12月1日
- 橋本虎六 中佐：1916年12月1日 - 1917年11月14日[11]
- 柴内豪吉 中佐：1917年11月14日[11] - 1918年2月1日[12]

### 指揮官
- 柴内豪吉 中佐：1918年2月1日[12] - 11月10日[13]
- 藤井雅 中佐：1918年11月10日[13] -
- 谷川清治 中佐：1919年12月1日[14] -

### 特務艦長
- 辻友輔 中佐：1920年12月1日[15] - 1921年11月20日[16]
- 栗原祐治 中佐：1921年11月20日[16] - 1922年11月20日[17]
- 小森吉助 中佐：1922年11月20日 - 1923年11月6日
- 山口清七 中佐：1923年11月6日 - 1925年3月1日
- 山下兼満 中佐：1925年3月1日 - 10月20日
- 蔵田直 中佐：1925年10月20日 - 1926年12月1日
- 名古屋十郎 中佐：1926年12月1日 - 1927年2月1日